# Полит (спутник Одиссея)
Полит (Политес, др.-греч. Πολίτης) — персонаж древнегреческой мифологии.
Спутник Одиссея, превращен Киркой в свинью, но потом вернул себе человеческий облик. Убит в Темесе (Бруттий), там основано его святилище. Стал злым демоном. Кулачный боец Евфим освободил темесцев от дани Политу, одолев героя в поединке. Согласно другой версии, его звали Ликас. Когда они прибыли в Темесу (Италия), он напился пьяным, изнасиловал девушку и был побит камнями. Его демон предавал смерти жителей Темесы, пока Пифия не велела умилостивить Героя, выстроить храм и ежегодно приносить ему в жертву самую красивую девушку. Героя изгнал олимпийский победитель Евфим (нач. V в. до н. э.), женившись на девушке.